# جشمة معدن سياه (درونة)
جشمة معدن سیاه (بالفارسية: چشمه معدن‌سیاه) هي قرية تقع في إيران في قسم درونة الريفي. يقدر عدد سكانها بـ 42 نسمة .